# Andrei Sergejewitsch Kontschalowski

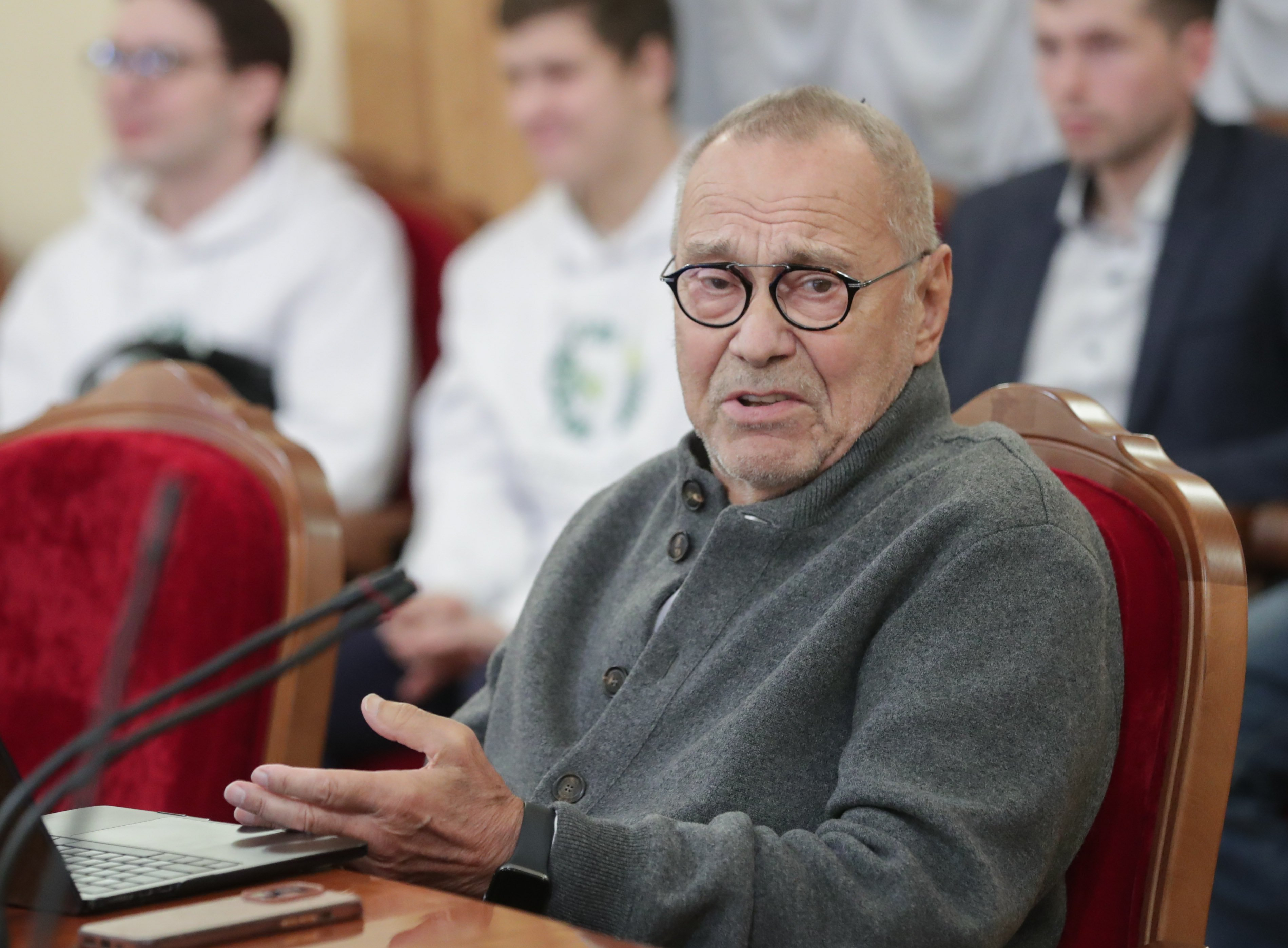
Andrei Sergejewitsch Kontschalowski (2023)

Andrei Sergejewitsch Kontschalowski (russisch Андрей Сергеевич Кончаловский, wiss. Transliteration Andrej Sergeevič Končalovskij, oft auch Andrej Konchalovsky; eigentlich Andrei Sergejewitsch Michalkow, russisch Андрей Сергеевич Михалков, wiss. Transliteration Andrej Sergeevič Michalkov; * 20. August 1937 in Moskau) ist ein russischer Theater- und Filmregisseur.

## Leben
Er ist der Sohn des Dichters Sergei Michalkow (der unter anderem den Text der Russischen und Sowjetischen Nationalhymne verfasste) und der Dichterin Natalja Kontschalowskaja; der ältere Bruder des Regisseurs Nikita Michalkow; der Maler Pjotr Kontschalowski ist sein Großvater. Zunächst wollte er Musiker werden und brachte es zu einem veritablen Pianisten. Doch dann besuchte er die WGIK, die führende staatliche Filmschule der Sowjetunion, wo er bei Michail Romm studierte. An der WGIK traf er auf Andrei Tarkowski, mit dem er mehrere Filme realisierte.
In seinem Spielfilmdebüt Perwyj utschitel (Der erste Lehrer, 1965) verfilmte Kontschalowski einen Roman von Tschingis Aitmatow über das nachrevolutionäre Südrussland. Der bereits 1966 entstandene Schwarzweißfilm Istorija Asi Kljatschinoj, kotoraja ljubila, da ne wyschla samusch (Asjas Glück) wurde erst ein Jahrzehnt später veröffentlicht, weil er nicht die strikten sowjetischen Zensurauflagen erfüllte. Dworjanskoje gnesdo (Ein Adelsnest, 1969) – eine Studie der Aristokratie des 19. Jahrhunderts – wurde wegen der Schönheit seiner Bildsprache bekannt, aber auch als zu manieriert kritisiert. Die Adaption des Tschechow-Stückes Onkel Wanja (1970) gilt vielen als einer der besten Filme in russischer Sprache.
Aber erst mit Romans o wljubljonnych (Romanze für Verliebte, 1974) und Sibiriade (1979) stieg Kontschalowski in die Riege weltberühmter Filmemacher auf. Fortan zog er in die USA und drehte Arthouse-Filme in englischer Sprache, darunter Maria’s Lovers (1984), Runaway Train (1985), Duet for One (1986) und Homer and Eddie (1989).
Zur großen Enttäuschung seiner Fans und der internationalen Filmkritik wechselte Kontschalowski 1989 ins Mainstream-Fach und drehte den Actionfilm Tango und Cash  mit Sylvester Stallone und Kurt Russell.
In den frühen 1990ern kehrte er nach Russland zurück und führte bei mehreren Theaterproduktionen Regie, darunter die vielbeachteten Inszenierungen von Tschechows Die Möwe und Strindbergs Fräulein Julie. Zuvor hatte er schon in mehreren europäischen Städten für Theaterstücke und Opern Regie geführt.
Heute lebt Kontschalowski wieder in Moskau und macht gelegentlich für Mainstream-TV-Produktionen kurze Ausflüge nach Hollywood (Die Abenteuer des Odysseus (1997), The Lion in Winter (2003)).
Im Jahr 2002 erhielt seine russisch-französische Co-Produktion Das Irrenhaus – eine Thematisierung des Tschetschenienkriegs – eine Auszeichnung beim Filmfestival Venedig. Ende Juni 2017 erhielt er den Ehrenpreis des Friedenspreises des Deutschen Films für sein Lebenswerk.
2020 gelang ihm mit dem Historiendrama Dorogie Tovarischi! ein weiterer international beachteter Spielfilm. Mit dem Film, der mit Unterstützung des russischen Kulturministeriums, der gemeinnützigen Stiftung „Kunst, Wissenschaft und Sport“ des Milliardärs und Unternehmers Alischer Usmanow entstand, konkurrierte Kontschalowski zum sechsten Mal um den Goldenen Löwen, den Hauptpreis der Filmfestspiele von Venedig. Die Wettbewerbsjury vergab den Spezialpreis an den russischen Beitrag. Darüber hinaus wurde Kontschalowskis Film als russischer Beitrag für die Kategorie „bester internationaler Film“ bei der Oscarverleihung 2021 ausgewählt und gelangte auch in die Vorauswahl für die Golden Globe Awards 2021.
Sein Kollege Iwan Wyrypajew sagte im Sommer 2022 über Kontschalowski, er erzähle nach einer radikalen Änderung seiner gesellschaftlichen Ansichten praktisch das Gegenteil dessen, was er noch 2013 gesagt hatte.

## Filmografie
- 1961: Мальчик и голубь
- 1965: Der erste Lehrer (Первый учитель)
- 1966: Asjas Glück (История Аси Клячиной, которая любила, да не вышла замуж)
- 1968: Brot aus Taschkent (Ташкент – город хлебный)
- 1969: Ein Adelsnest (Дворянское гнездо)
- 1970: Onkel Wanja (Дядя Ваня)
- 1972: Die siebente Kugel (Седьмая пуля)
- 1974: Romanze für Verliebte (Романс о влюблённых)
- 1976: Sklavin der Liebe (Раба любви) – nur Drehbuchautor
- 1979: Sibiriade (Сибириада)
- 1982: Split Cherry Tree
- 1984: Maria’s Lovers
- 1985: Expreß in die Hölle (Runaway Train)
- 1986: Duet for One
- 1987: Shy People – Bedrohliches Schweigen (Shy People)
- 1989: Homer und Eddie (Homer and Eddie)
- 1989: Tango und Cash (Tango & Cash)
- 1991: Der innere Kreis (The Inner Circle)
- 1994: Rjaba, mein Hühnchen (Курочка Ряба)
- 1995: Lumière et Compagnie
- 1997: Die Abenteuer des Odysseus (The Odyssey) (TV-Produktion)
- 2002: Das Irrenhaus (Дом дураков)
- 2003: The Lion in Winter (TV-Produktion)
- 2007: Glanz (Глянец)
- 2009: Der Nussknacker (The Nutcracker in 3D)
- 2012: Die Schlacht um die Ukraine (Битва за Украину)
- 2014: Die weißen Nächte des Postboten (Белые ночи почтальона Алексея Тряпицына)
- 2016: Paradies (Рай)
- 2019: Michelangelo (Грех)
- 2020: Dorogie Tovarischi! (Дорогие товарищи)